# Perisporium
Perisporium – jedna ze środkowych warstw ściany komórkowej w zarodnikach grzybów. W ścianie tej wyróżniono 5 warstw. W kolejności od zewnątrz do środka są to: ektosporium, perisporium, exosporium, episporium i endosporium. Warstwy takie wyróżniono podczas badania ściany komórkowej mikroskopem elektronowym. Mają one różną strukturę i różny skład chemiczny będący w ścisłym związku z ich strukturą. Nie zawsze występuje wszystkie 5 warstw, początkowo jest ich mniej, przybywa ich w trakcie rozwoju zarodników, ale nie zawsze, nawet u dojrzałych zarodników, występują wszystkie warstwy, czasami tylko niektóre. U Pholiota terrestris i Pholiota highlandensis w wyniku rozpadu ekto- i perisporium powstaje ornamentacja zarodników.
Od nazwy tej warstwy ściany komórkowej pochodzi nazwa rodzaju grzybów Perisporium i rodziny Perisporiaceae.
Grubość ścian komórkowych w zarodnikach grzybów zależna jest od warunków jakie muszą przetrwać. Grube ściany to adaptacja zarodników do przetrwania trudnych warunków w przewodzie pokarmowym zwierząt. Z tego powodu grube ściany mają głównie zarodniki grzybów saprotroficznych, a zwłaszcza grzybów koprofilnych, np. Agrocybe (polówka), Panaeolus (kołpaczek), Psilocybe (łysiczka) i Pholiota (łuskwiak). Również zarodniki barwne mają grubsze ściany od zarodników szklistych (hialinowych).